# Reciclado energético
Con reciclado energético, reciclado verde, reciclado energético de viviendas, reacondicionamiento energético, readaptamiento energético, entre otras expresiones, se define  desde mediados de la década de 1970, una serie de estrategias tecnológicas y de diseño para reacondicionar y/o mejorar la eficiencia energética de viviendas y edificios.

## Pasos simples
Existen una serie de pasos recomendados para lograr un reciclado energético de una vivienda. usualmente se las ordena de las más sencillas y económicas a las más complejas y costosas. Estos son los pasos que se aconsejan
- Cambiar las Lámpara incandescentes por lámparas de bajo consumo, sean fluorescentes compactas o led.
- agregar termostatos programables en los sistemas de climatización.
- Utilizar sistemas de calefacción o aire acondicionado de alta eficiencia energética y preferentemente que cuenten con etiqueta energética en niveles de eficiencia A o B.
- Elegir equipamiento y electrodomésticos de bajo consumo. En el caso de Estados Unidos los que cuenten con sello Energy Star.
- Reducir el consumo de agua de red mediante grifos con aireadores y duchadores de bajo flujo.
- Implementar un buen aislamiento de la envolvente a fin de mejorar la eficiencia energética y disminuir la demanda de calefacción y refrigeración.
- Utilizar productos con bajo contenido de VOC (compuesto orgánico volátil) para mejorar la calidad del aire interior .
- Utilizar sistemas basados en energías renovables para el calentamiento de agua, calefacción, refrigeración y generación de electricidad.
- En los espacios verdes utilizar preferentemente especies vegetales del sitio.

Como todo conocimiento o técnica este ha venido evolucionando en las últimas décadas y a los pasos anteriores se incorporan los siguientes:
- Reducir el albedo y la radiancia de cubiertas y azoteas mediante techos verdes, cubiertas jardín, o techos fríos. Similar estrategia para las fachadas de edificios principalmente orientadas al poniente y al mediodía solar del sitio.

- Utilizar carpinterías (puertas y ventanas) de alta prestación. Implica una baja permeabilidad al aire o tasa de infiltración y vidriados eficientes como los DVH con vidrios convencionales o usando vidrios especiales de baja emisividad o con filtros UV.

- Reducir en más de un 80% el consumo de agua potable reutilizando aguas grises y negras mediante plantas de tratamiento compactas en el sitio.

- En cuanto a demanda de calefacción, ventilación y aire acondicionado esta debe reducirse como mínimo un 70% y preferentemente un 80% o más. Normas internacionales recomiendan no sobrepasar los 15 a 20 kWh/m².año en climatización (LEED , Passive house , BREEAM , Multi Comfort House, ASHRAE ).

- Utilizar materiales de bajo contenido energético y libres de contaminantes en el reacondicionamiento edificio.

- Uso de sistemas de control inteligente y automatización del edificio. esto permite liberar en parte la acción humana y permite al edificio responder a solicitaciones ambientales del interior o del exterior del mismo.